# Основной государственный экзамен
Основной государственный экза́мен (ОГЭ) — итоговый экзамен за курсы основного общего образования в России. Служит для контроля знаний, полученных учащимися за 9 лет, а также для приёма в учреждения среднего профессионального образования (колледжи и техникумы). Является одной из трёх форм Государственной итоговой аттестации (ГИА).
Эксперименты по введению ГИА по русскому языку и математике проводились в различных регионах России с 2002 года. Сейчас подобная система используется по всей России.

## Порядок проведения
Порядок проведения ОГЭ определяется «Порядком проведения государственной итоговой аттестации по образовательным программам основного общего образования». Ключевые положения этого документа:
1. ОГЭ состоит из четырех экзаменов  — русского языка и математики и два предмета по выбору
2. К ОГЭ допускаются обучающиеся, не имеющие академической задолженности и выполнившие учебный план.
3. Для допуска к ОГЭ обучающийся должен получить зачёт по итоговому собеседованию по русскому языку, которое проводится во вторую среду февраля и в дополнительные дни.

В 2021 году ОГЭ по выбору был отменён, вместо него учащиеся писали общефедеральную контрольную работу в формате ОГЭ по одному предмету на выбор на базе своей школы. Она не влияет ни на получение аттестата, ни на оценку. ОГЭ по русскому и математике сохранились в прежнем формате. В 2020 году экзамен не проводился из-за эпидемиологической ситуации в стране, итоговые оценки выставлялись на основании годовых оценок.
В 2022 году экзамены снова начали проводиться в «доковидном» формате с усложнённой по сравнению с предыдущими годами версиями испытаний. Это решение было принято в связи с тем, что заболеваемость коронавирусом в 2022 году снизилась.
В 2025 году было утверждено проведение только двух экзаменов по основным предметам (русский язык и математика) в Москве, Санкт-Петербурге и Липецкой области. Сложность заданий кардинально не изменилась.

## Формат
Формат экзамена близок к ЕГЭ. Максимальные баллы по каждому из предметов (по состоянию на 2024 год):
- Русский язык — 37 баллов.
- Математика (19 по алгебре и 12 по геометрии) — 31 балл.
- Физика — 39 баллов.
- Химия (работа с реальным экспериментом) — 38 баллов.
- Биология — 47 баллов.
- География — 31 балл.
- Обществознание — 37 баллов.
- История — 37 баллов.
- Литература — 42 балла.
- Информатика и ИКТ (информационно-коммуникационные технологии) — 21 балл.
- Английский/немецкий/французский/испанский/китайский язык — 68 баллов.
- Родной язык — 5 баллов.

ГИА выпускников 9-х классов оценивается на региональном уровне. В случае успешной сдачи экзаменов ученикам выдают аттестаты об основном общем образовании.
В 2018/19 учебном году девятиклассникам предстояло сдавать в общей сложности 4 выпускных экзамена, из которых два были обязательными (русский язык и математика), а ещё два ученики выбирали из списка утверждённых предметов.
В 2018 году начата апробация устной части экзамена по русскому языку, официально именуемой «Итоговое устное собеседование по русскому языку». Оно, наряду с отсутствием у учащегося годовых оценок ниже «удовлетворительно», является допуском к основному экзамену.

### Пересчёт первичного балла во вторичный и оценку по пятибальной шкале
Источник.
| Предмет                                                         | Максимальный балл | Оценка «2»                                        | Оценка «3»                                                                 | Оценка «4» | Оценка «5» | Рекомендуемый балл для поступления в профильные классы |
| --------------------------------------------------------------- | ----------------- | ------------------------------------------------- | -------------------------------------------------------------------------- | --- | --- | --- |
| Русский язык                                                    | 37                | 0—14                                              | 15-25                                                                      | 26-31. Из них не менее 6 баллов за грамотность (по критериям ГК1 — ГК4). Если по критериям ГК1-ГК4 учащийся набрал менее 6 баллов, выставляется отметка «3» | 33-37 Из них не менее 9 баллов за грамотность (по критериям ГК1-ГК4). Если по критериям ГК1-ГК4 учащийся набрал менее 9 баллов, выставляется отметка «4» | 26 |
| Математика                                                      | 31                | 0—7 или 0—21, из которых 0—1 получен по геометрии | 8—14, из них не менее 2 баллов получено за выполнение заданий по геометрии | 15—21, из них не менее 2 баллов получено за выполнение заданий по геометрии                                                                                 | 22—31 | для естественнонаучного профиля: 18 (из них не менее 6 баллов по геометрии) для экономического профиля: 18 (из них не менее 5 баллов по геометрии) для физико-математического профиля: 19 (из них не менее 7 баллов по геометрии) |
| Физика                                                          | 39                | 0—10                                              | 11—22                                                                      | 23—34 | 35—39 | 31 |
| Химия                                                           | 38                | 0—9                                               | 10—20                                                                      | 21—30 | 31—38 | 27 |
| Биология                                                        | 47                | 0—12                                              | 13—25                                                                      | 26—37 | 38—47 | 34 |
| География                                                       | 31                | 0—11                                              | 12—18                                                                      | 19—25 | 26—31 | 23 |
| Обществознание                                                  | 37                | 0—13                                              | 14—23                                                                      | 24—31 | 32—37 | 29 |
| История                                                         | 37                | 0—10                                              | 11—20                                                                      | 21—29 | 30—37 | 26 |
| Литература                                                      | 42                | 0—15                                              | 16—25                                                                      | 26—34 | 35—42 | 32 |
| Информатика                                                     | 21                | 0—5                                               | 6—10                                                                       | 11—16 | 17—21 | 14 |
| Иностранный язык (английский, немецкий, французский, испанский) | 68                | 0—28                                              | 29—45                                                                      | 46—57 | 58—68 | 55 |

## Влияние на итоговую отметку
В случае, если годовая отметка по предмету, полученная учащимся на основе текущих (четвертных) отметок, отличается от полученной на экзамене, в аттестат выставляется среднее арифметическое между двумя отметками (годовой и экзаменационной) с округлением в большую сторону. Округление делается в пользу ученика: если он получил на экзамене «5», а в году «4», то итоговая отметка будет «5».